# Rio Açuã
Rio Açuã är ett vattendrag i Brasilien.   Det ligger i delstaten Amazonas, i den västra delen av landet, 2 000 km nordväst om huvudstaden Brasília.
I omgivningarna runt Rio Açuã växer i huvudsak städsegrön lövskog. Trakten runt Rio Açuã är nära nog obefolkad, med mindre än två invånare per kvadratkilometer.